# Na rzywo w mózgu
Na rzywo w mózgu - album koncertowy zespołu Tworzywo Sztuczne. Wydawnictwo ukazało się 29 listopada 2004 roku nakładem wytwórni muzycznej Asfalt Records. Nagrania zostały zarejestrowane 13 marca 2004 roku w bydgoskim klubie Mózg. 

## Lista utworów
Opracowano na podstawie materiału źródłowego.
1. "Awaryjne światła" - 6:32
2. "Rozmyty" - 6:36
3. "Dynamit" - 4:20
4. "Niedopałki" - 5:34
5. "Język wszechświata" - 3:09
6. "Narkotyk" - 7:29
7. "30 cm" - 8:58
8. "Zapomnij" - 7:08
9. "Tramwaj" - 6:53
10. "Urojenia" - 1:33

## Twórcy
Opracowano na podstawie materiału źródłowego.
- Bartosz "Fisz" Waglewski – wokal
- Pablo Hudini - rap
- Staszu Starship – gitara basowa
- Piotr "Emade" Waglewski – perkusja
- Jurek Zagórski – gitara
- Łukasz Moskal- kongi
- Dominik Trębski- trąbka, syntezator